# فرودگاه اوتی
فرودگاه اوتی (به انگلیسی: Utti Airport) (به زبان بومی: Utin lentoasema) یک فرودگاه نظامی مسافربری است که یک باند فرود آسفالت دارد و طول باند آن ۲۰۰۰ متر است. این فرودگاه در کشور فنلاند قرار دارد و در ارتفاع ۱۰۳ متری از سطح دریا واقع شده است.